# Engelbert Holderied
Engelbert Holderied (* 26. Juni 1924 in Füssen; † 22. Oktober 1994 ebenda) war ein deutscher Eishockeystürmer und -trainer.

## Spielerkarriere
Engelbrecht Holderied spielte von 1948/49 in der Eishockeymannschaft des EV Füssen auf der Position als  Stürmer und war Teil der Meistermannschaft von 1949.
In der Nationalmannschaft kam er zu 5 Einsätzen, darunter bei den Olympischen Winterspielen 1952 in Oslo.

## Trainerkarriere
Als Trainer war Engelbert Holderied tätig bei EV Landshut, der Düsseldorfer EG
und beim Krefelder EV. Zusammen mit Xaver Unsinn und Markus Egen bildete er das Trainergespann der Nationalmannschaft bei den Olympischen Winterspielen 1964. 